# Agramontesos
Els agramontesos van ser els partidaris de l'antic bàndol nobiliari dels Agramont. Aquest llinatge apareix per primera vegada al començament del segle xii amb Sanç VII el Fort. Van ser rivals dels beaumontesos, provocant tant uns com altres la guerra civil navarresa quan Joan II d'Aragó "l'Usurpador" es va quedar per a d'ell el tron a la mort de la reina Blanca I de Navarra el 1441. Joan II, que era rei consort, havia de cedir la corona al seu fill Carles de Viana. Els agramontesos van fer costat a l'aragonès en contra del fill de la reina. No obstant això, anys després, els beamontesos van recolzar a Ferran el Catòlic en la conquesta de Navarra contra els agramontesos.
Tant els agramontesos com els beaumontesos tenien aliances amb els bàndols de les terres basques occidentals que van pertànyer al regne de Navarra fins a l'any 1200, els agramontesos amb els gamboïns i els beaumontesos amb els oñacins.
La guerra va persistir a la mort de Carles, Príncep de Viana el 1461 i a la de Joan II el 1479.
Els agramontesos tenien inicialment com a aliats als aragonesos i posteriorment als francesos. En tot moment van donar suport al poder que tenia la corona, primer Joan II i després als reis Caterina de Foix i Joan d'Albret.
La Corona de Castella aprofitant aquesta guerra i la seva aliança amb els beaumontesos va conquistar el Regne de Navarra el 1512. Gràcies a la col·laboració dels beaumontesos, la conquesta es va realitzar en relativament poc temps. Després de la conquesta els navarresos agramontesos, com és lògic, van ser els que més van sofrir la repressió.
Dins de les contradiccions d'aquesta guerra estava que Ferran II el Catòlic, regent de Castella després de la mort d'Isabel I, era fill de Joan II (el rei que havien recolzat) i del seu segon matrimoni amb Joana Enríquez. Una altra d'aquestes contradiccions és que els que inicialment van lluitar per un rei aragonès, cosa que suposava la submissió al Regne d'Aragó, posteriorment van ser els que més van lluitar per mantenir la independència del Regne. Una tercera és que Ferran, Rei d'Aragó, va cedir Navarra al Regne de Castella.
Posteriorment va haver-hi tres intents de reconquistar el regne per part dels agramontesos amb suport dels francesos. El 1512, el 1516 i el 1521, encara que, sobretot en l'últim intent, també va haver-hi una àmplia participació de beamontesos.
En la de 1516 va ser capturat el líder dels agramontesos, el Mariscal Pedro de Navarra al Roncal. Va ser tancat primer a Atienza i posteriorment a Simancas. En aquest últim lloc va aparèixer el 24 de novembre de 1522 sense vida, apunyalat.
En la de 1521, les tropes navarreses agramonteses aliades amb franceses van comptar amb la col·laboració de la població beaumontesa, com en el cas de Pamplona, on es van revoltar. Es va aconseguir l'alliberament de la totalitat del Regne de Navarra. Més tard en la batalla de Noáin, al costat de Pamplona, els castellans van tornar a prendre el control del regne. Encara va haver-hi punts de resistència (Castell d'Amaiur, Hondarribia) fins al 1524.
També es va ocupar la Baixa Navarra encara que sense assentar-se del tot. El 1528, Carles I va renunciar oficialment a la Baixa Navarra.